# Тема оформления

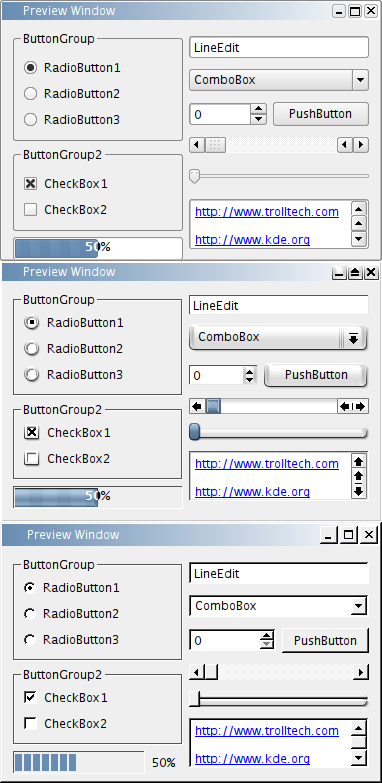
Тот же GUI (с использованием Qt) с тремя разными темами.

Тема оформления, скин, стиль, «шкурка», в вычислительной технике — пакет данных, предназначенный для настройки внешнего вида графического интерфейса какой-либо компьютерной программы.
В зависимости от программы, темой могут определяться, например:
- цвета;
- фоновые изображения (например, для рабочего стола или окна программы), включая анимированные;
- иконки различных функций программы;
- указатели мыши;
- виджеты (кнопки, списки, флажки-переключатели);
- форма окна;
- звуки.

Точные значения слов «тема», «скин», «обои» и набор определяемых параметров зависят от конкретной программы; например, в браузере Firefox «темой» называлось дополнение, способное изменять цвета, значки, форму кнопок; позже на отдельном сайте getpersonas появились наборы фоновых изображений, которые изначально назывались «Personas» (переведено как «Обои»), а с переносом на addons.mozilla.org стали уже основными «темами», в то время как старые стали «полными темами». Если слова «theme» и «skin» используются вместе, то последнее означает более «лёгкие» визуальные изменения.

## Использование
Темы часто используются для изменения внешнего вида широкого круга элементов данных одновременно, а также позволяют пользователям индивидуально настроить каждый параметр по отдельности. Например, один из способов решения этой задачи является предоставление пользователям возможности выбрать, какие части темы они хотят загрузить, например, в Windows 98, можно загрузить фон и заставку от определённой темы, но оставить текущие иконки и звуки нетронутыми.

## Примеры сред с поддержкой тем
- Оконные менеджеры (программа работает «поверх» существующей оконной системы, обеспечивающей требуемую функциональность, такую как поддержку графического оборудования, манипуляторов, клавиатуры);
  - IceWM;
  - WindowMaker;
- Среды рабочего стола (включают и свой менеджер окон): GNOME, KDE, Xfce;
- Операционные системы (включают среду рабочего стола): Mac OS; Microsoft Windows 9x и более новые[1];
- Браузеры, например Firefox[2]
- Надстройки для Microsoft Windows: Desktop architect, WindowBlinds;
- Java.